# Kurt Armbruster
Kurt Armbruster (Zürich, 16 september 1934 - 14 maart 2019) was een Zwitsers voetballer die speelde als middenvelder.

## Carrière
Armbruster maakte zijn profdebuut bij Grasshopper waar hij twee jaar voetbalde alvorens naar Lausanne-Sport te gaan. Met Lausanne-Sport werd hij landskampioen in 1965 en won hij de beker in 1967. Hij eindigde zijn carrière bij FC Monthey.
Hij speelde zes interlands voor Zwitserland en maakte deel uit van de selectie die deelnam aan het WK 1966 in Engeland.

## Erelijst
- Lausanne-Sport
  - Landskampioen: 1965
  - Zwitserse voetbalbeker: 1967